# Pay-per-view di NXT
Di seguito sono elencati tutti gli eventi speciali di NXT trasmessi in diretta sul WWE Network.

## Elenco

### NXT ArRival
NXT ArRival è stato un evento speciale di NXT svoltosi il 27 febbraio 2014 alla Full Sail University di Winter Park (Florida).
| # | Incontri                                                | Stipulazione                                   | Durata |
| - | ------------------------------------------------------- | ---------------------------------------------- | ------ |
| 1 | Cesaro ha sconfitto Sami Zayn                           | Single match                                   | 22:55  |
| 2 | Mojo Rawley ha sconfitto CJ Parker                      | Single match                                   | 03:25  |
| 3 | Gli Ascension (c) hanno sconfitto i Too Cool            | Tag team match per l'NXT Tag Team Championship | 06:40  |
| 4 | Paige (c) ha sconfitto Emma per sottomissione           | Single match per l'NXT Women's Championship    | 12:54  |
| 5 | Tyler Breeze vs. Xavier Woods è terminato in no-contest | Single match                                   | 00:35  |
| 6 | Neville ha sconfitto Bo Dallas (c)                      | Ladder match per l'NXT Championship            | 16:02  |

### NXT TakeOver
NXT TakeOver è stato un evento speciale di NXT svoltosi il 29 maggio 2014 alla Full Sail University di Winter Park (Florida).
| # | Incontri                                                             | Stipulazione                                                        | Durata |
| - | -------------------------------------------------------------------- | ------------------------------------------------------------------- | ------ |
| 1 | Adam Rose ha sconfitto Camacho                                       | Single match                                                        | 05:07  |
| 2 | Gli Ascension (c) hanno sconfitto El Local e Kalisto                 | Tag team match per l'NXT Tag Team Championship                      | 06:18  |
| 3 | Tyler Breeze ha sconfitto Sami Zayn                                  | Single match per determinare il primo sfidante all'NXT Championship | 15:52  |
| 4 | Charlotte Flair (con Ric Flair) ha sconfitto Natalya (con Bret Hart) | Single match per il vacante NXT Women's Championship                | 16:49  |
| 5 | Neville (c) ha sconfitto Tyson Kidd                                  | Single match per l'NXT Championship                                 | 20:55  |

### NXT TakeOver: Fatal 4-Way
NXT TakeOver: Fatal 4-Way è stato un evento speciale di NXT svoltosi l'11 settembre 2014 alla Full Sail University di Winter Park (Florida).
| # | Incontri                                                                        | Stipulazione                                   | Durata |
| - | ------------------------------------------------------------------------------- | ---------------------------------------------- | ------ |
| 1 | I Lucha Dragons hanno sconfitto gli Ascension (c)                               | Tag team match per l'NXT Tag Team Championship | 07:48  |
| 2 | Baron Corbin ha sconfitto CJ Parker                                             | Single match                                   | 00:29  |
| 3 | Enzo Amore (con Colin Cassady) ha sconfitto Sylvester Lefort (con Marcus Louis) | Hair vs. hair match                            | 05:38  |
| 4 | Bull Dempsey ha sconfitto Mojo Rawley                                           | Single match                                   | 01:10  |
| 5 | Charlotte Flair (c) ha sconfitto Bayley                                         | Single match per l'NXT Women's Championship    | 10:40  |
| 6 | Neville (c) ha sconfitto Sami Zayn, Tyler Breeze e Tyson Kidd                   | Fatal four-way match per l'NXT Championship    | 24:12  |

### NXT TakeOver: R Evolution
NXT TakeOver: R Evolution è stato un evento speciale di NXT svoltosi l'11 dicembre 2014 alla Full Sail University di Winter Park (Florida).
| # | Incontri                                               | Stipulazione                                   | Durata |
| - | ------------------------------------------------------ | ---------------------------------------------- | ------ |
| 1 | Kevin Owens ha sconfitto CJ Parker                     | Single match                                   | 03:14  |
| 2 | I Lucha Dragons (c) hanno sconfitto i Vaudevillains    | Tag team match per l'NXT Tag Team Championship | 06:40  |
| 3 | Baron Corbin ha sconfitto Tye Dillinger                | Single match                                   | 00:41  |
| 4 | Finn Bálor e Hideo Itami hanno sconfitto gli Ascension | Tag team match                                 | 11:38  |
| 5 | Charlotte Flair (c) ha sconfitto Sasha Banks           | Single match per l'NXT Women's Championship    | 12:12  |
| 6 | Sami Zayn ha sconfitto Neville (c)                     | Title vs. career match per l'NXT Championship  | 23:17  |

### NXT TakeOver: Rival
NXT TakeOver: Rival è stato un evento speciale di NXT svoltosi l'11 febbraio 2015 alla Full Sail University di Winter Park (Florida).
| # | Incontri                                                           | Stipulazione                                                        | Durata |
| - | ------------------------------------------------------------------ | ------------------------------------------------------------------- | ------ |
| 1 | Hideo Itami ha sconfitto Tyler Breeze                              | Single match                                                        | 08:13  |
| 2 | Baron Corbin ha sconfitto Bull Dempsey                             | No disqualification match                                           | 04:15  |
| 3 | Blake e Murphy (c) hanno sconfitto i Lucha Dragons                 | Tag Team match per l'NXT Tag Team Championship                      | 08:10  |
| 4 | Finn Bálor ha sconfitto Neville                                    | Single match per determinare il primo sfidante all'NXT Championship | 13:29  |
| 5 | Sasha Banks ha sconfitto Charlotte Flair (c), Bayley e Becky Lynch | Fatal four-way match per l'NXT Women's Championship                 | 12:28  |
| 6 | Kevin Owens ha sconfitto Sami Zayn (c) per KO tecnico              | Single match per l'NXT Championship                                 | 23:27  |

### NXT TakeOver: Unstoppable
NXT TakeOver: Unstoppable è stato un evento speciale di NXT svoltosi il 20 maggio 2015 alla Full Sail University di Winter Park (Florida).
| # | Incontri                                                                     | Stipulazione                                                        | Durata |
| - | ---------------------------------------------------------------------------- | ------------------------------------------------------------------- | ------ |
| 1 | Finn Bálor ha sconfitto Tyler Breeze                                         | Single match per determinare il primo sfidante all'NXT Championship | 11:30  |
| 2 | Bayley e Charlotte Flair hanno sconfitto Emma e Dana Brooke                  | Tag team match                                                      | 06:51  |
| 3 | Baron Corbin ha sconfitto Rhyno                                              | Single match                                                        | 07:15  |
| 4 | Blake e Murphy (c) hanno sconfitto Enzo Amore e Colin Cassady (con Carmella) | Tag team match per l'NXT Tag Team Championship                      | 08:50  |
| 5 | Sasha Banks (c) ha sconfitto Becky Lynch per sottomissione                   | Single match per l'NXT Women's Championship                         | 15:33  |
| 6 | Kevin Owens (c) vs. Sami Zayn è terminato in no-contest                      | Single match per l'NXT Championship                                 | 13:00  |

### NXT TakeOver: Brooklyn
NXT TakeOver: Brooklyn è stato un evento speciale di NXT svoltosi il 22 agosto 2015 al Barclays Center di Brooklyn (New York).
È stato il primo evento speciale di NXT ad avere luogo al di fuori della Full Sail University di Winter Park (Florida).
| # | Incontri                                                             | Stipulazione                                   | Durata |
| - | -------------------------------------------------------------------- | ---------------------------------------------- | ------ |
| 1 | Jushin "Thunder" Liger ha sconfitto Tyler Breeze                     | Single match                                   | 08:42  |
| 2 | I Vaudevillains hanno sconfitto Blake e Murphy (c) (con Alexa Bliss) | Tag team match per l'NXT Tag Team Championship | 10:16  |
| 3 | Apollo Crews ha sconfitto Tye Dillinger                              | Single match                                   | 04:43  |
| 4 | Samoa Joe ha sconfitto Baron Corbin per KO tecnico                   | Single match                                   | 10:21  |
| 5 | Bayley ha sconfitto Sasha Banks (c)                                  | Single match per l'NXT Women's Championship    | 18:22  |
| 6 | Finn Bálor (c) ha sconfitto Kevin Owens                              | Ladder match per l'NXT Championship            | 21:45  |

### NXT TakeOver: Respect
NXT TakeOver: Respect è stato un evento speciale di NXT svoltosi il 7 ottobre 2015 alla Full Sail University di Winter Park (Florida).
| # | Incontri                                                    | Stipulazione                                    | Durata |
| - | ----------------------------------------------------------- | ----------------------------------------------- | ------ |
| 1 | Finn Bálor e Samoa Joe hanno sconfitto i Revival            | Semifinale del Dusty Rhodes Tag Team Classic    | 09:05  |
| 2 | Baron Corbin e Rhyno hanno sconfitto gli American Alpha     | Semifinale del Dusty Rhodes Tag Team Classic    | 10:28  |
| 3 | Asuka ha sconfitto Dana Brooke (con Emma) per sottomissione | Single match                                    | 05:07  |
| 4 | Apollo Crews ha sconfitto Tyler Breeze                      | Single match                                    | 09:41  |
| 5 | Finn Bálor e Samoa Joe hanno sconfitto Baron Corbin e Rhyno | Finale del Dusty Rhodes Tag Team Classic        | 10:57  |
| 6 | Bayley (c) ha sconfitto Sasha Banks per 3-2                 | Iron woman match per l'NXT Women's Championship | 30:00  |

### NXT TakeOver: London
NXT TakeOver: London è stato un evento speciale di NXT svoltosi il 16 dicembre 2015 alla Wembley Arena di Londra (Inghilterra).
È stato il primo evento speciale di NXT ad avere luogo al di fuori degli Stati Uniti d'America.
| # | Incontri                                                                | Stipulazione                                   | Durata |
| - | ----------------------------------------------------------------------- | ---------------------------------------------- | ------ |
| 1 | Asuka ha sconfitto Emma (con Dana Brooke)                               | Single match                                   | 14:49  |
| 2 | I Revival (c) hanno sconfitto Enzo Amore e Colin Cassady (con Carmella) | Tag team match per l'NXT Tag Team Championship | 14:57  |
| 3 | Baron Corbin ha sconfitto Apollo Crews                                  | Single match                                   | 11:40  |
| 4 | Bayley (c) ha sconfitto Nia Jax per sottomissione                       | Single match per l'NXT Women's Championship    | 13:17  |
| 5 | Finn Bálor (c) ha sconfitto Samoa Joe                                   | Single match per l'NXT Championship            | 18:22  |